# Tamaño completo (automóvil)

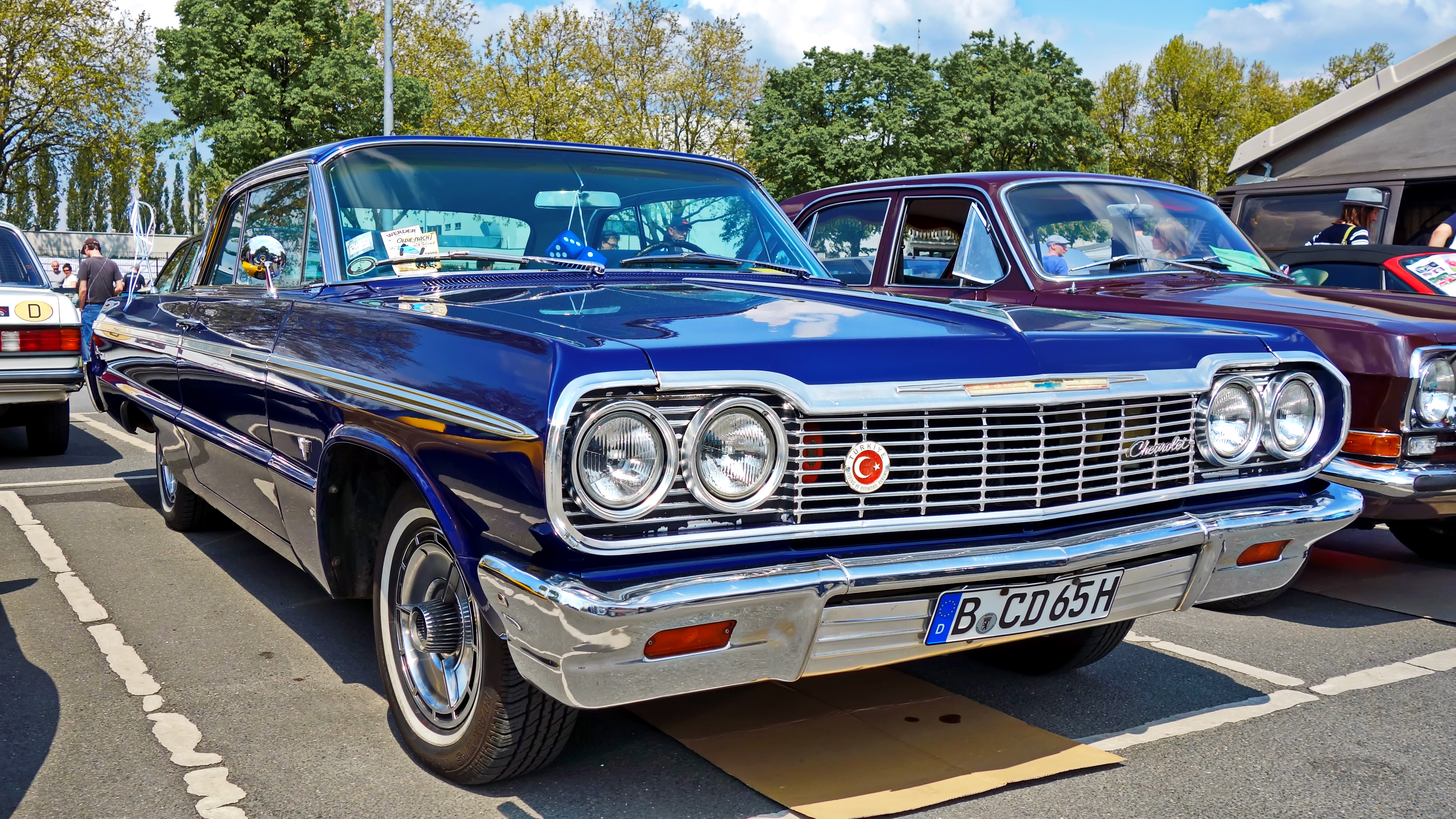
Uno de los automóviles de tamaño completo más vendido: el Chevrolet Impala (1964)

El término automóvil de tamaño completo (traducción de la expresión original en inglés, "full size car") designa una clase de tamaño de vehículo que se originó en los Estados Unidos, y que se utiliza para referirse a los automóviles más grandes que los automóviles de tamaño mediano. Sirve para denominar a los automóviles de mayor tamaño. 
Después de la Segunda Guerra Mundial, la mayoría de los coches de tamaño completo han utilizado los estilos de carrocería sedán y familiar, aunque en los últimos años han predominado los sedanes. Uno de los modelos de tamaño completo más vendido es el Chevrolet Impala, comercializado de 1958 a 1986, de 1994 a 1996, y desde el año 2000.

## Definición actual
Las Regulaciones de economía de combustible de la Agencia de Protección Ambiental de los Estados Unidos (EPA) para 1977 y para modelos de años posteriores (con fecha de julio de 1996) incluyen definiciones de clases de automóviles. Basado en el volumen combinado de pasajeros y carga, los "large cars" (automóviles de tamaño completo) se definen con un índice de volumen interior de más de 120 pies cúbicos (3,4 m³) para modelos sedán, o 160 pies cúbicos (4,5 m³) para familiares.

## Motores
Desde la introducción del Ford Flathead V8 en la década de 1930 hasta la década de 1980, la mayoría de los automóviles de tamaño completo de América del Norte funcionaban con motores V8. Sin embargo, los motores V6 y los motores de seis cilindros en línea también han estado disponibles en automóviles estadounidenses de tamaño completo, y se han vuelto cada vez más comunes desde la reducción de sus dimensiones en la década de 1980. 

## Historia

### Principios delsigloXX

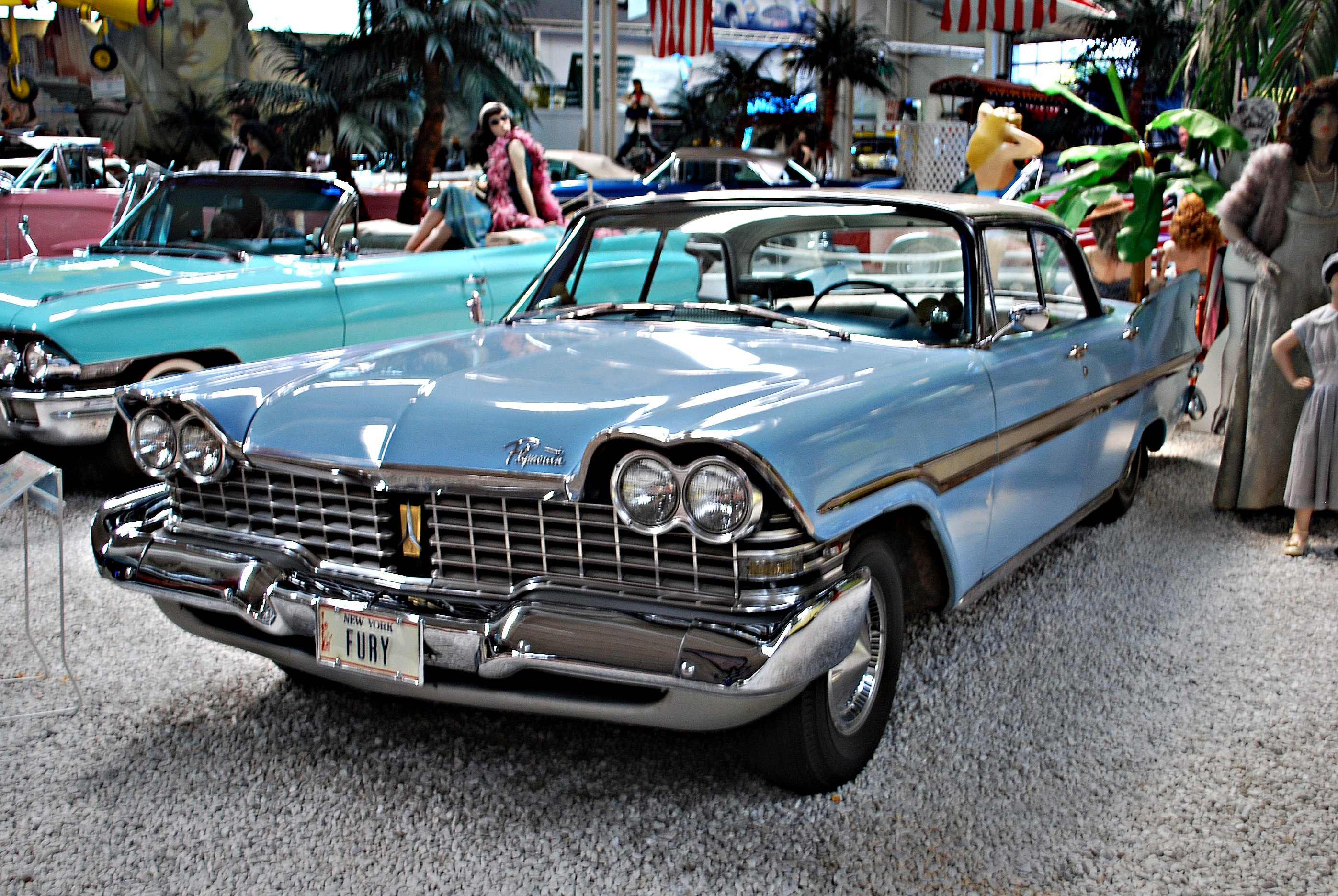
1959 Plymouth Fury

El linaje de los automóviles estadounidenses de gran tamaño producidos en masa comienza con el Ford Modelo T de 1908. En 1923, General Motors presentó el Chevrolet Superior, convirtiéndose en el primer vehículo en adoptar un chasis común (el cuerpo A) para varias marcas. En comparación con los automóviles del siglo XXI, estos vehículos son pequeños en longitud y anchura. 
Desde la década de 1920 hasta la década de 1950, la mayoría de los fabricantes produjeron líneas de modelos en un solo tamaño, creciendo en amplitud con el rediseño de cada modelo. Si bien la longitud y la distancia entre ejes fueron creciendo entre sucesivos modelos, el ancho era una dimensión relativamente constante, ya que el Gobierno Federal de los Estados Unidos exigía la adición de luces de gálibo para un ancho de más de 80 pulgadas (2,03 m).

### Años 1960

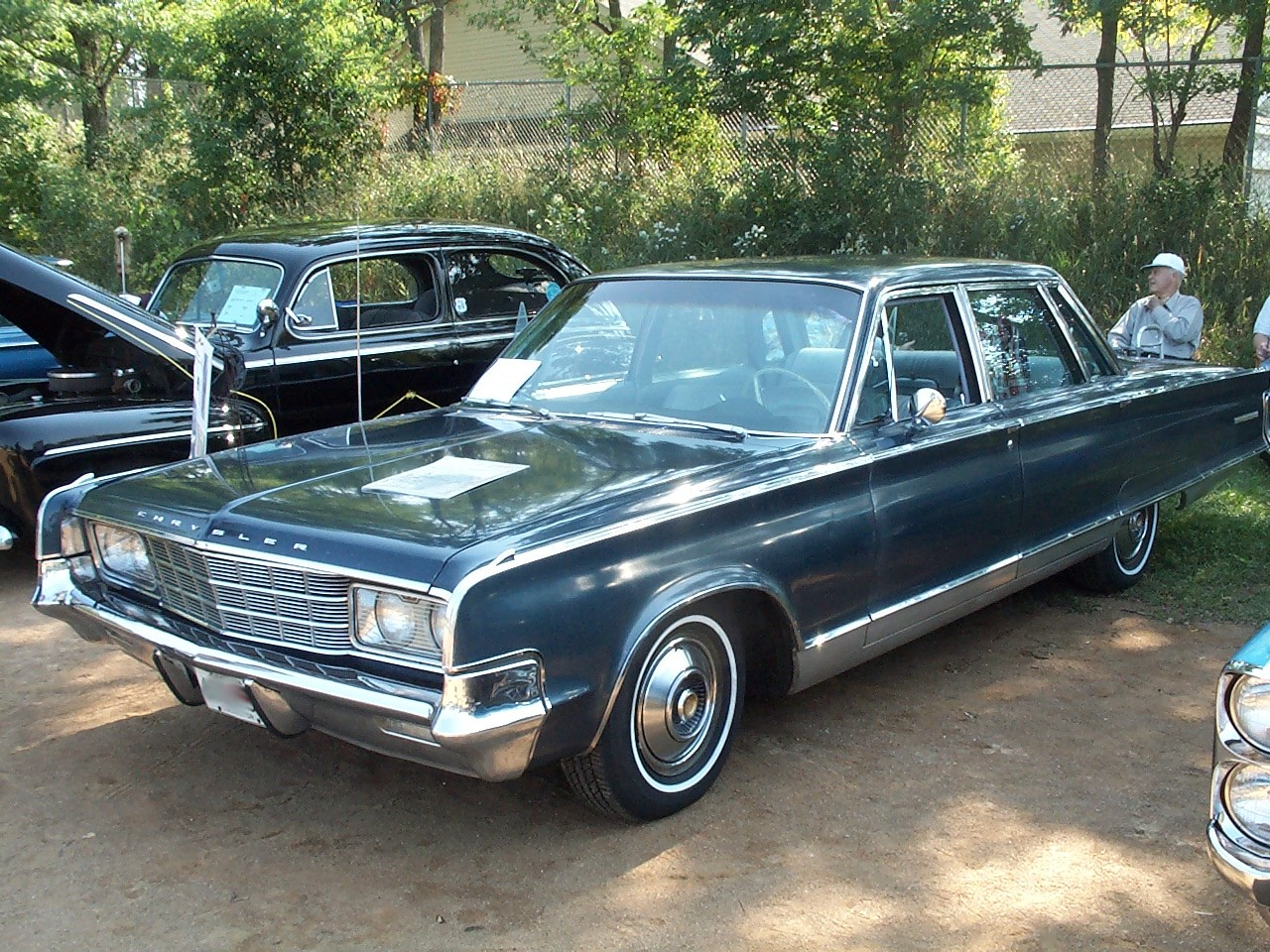
1965-1968 Chrysler New Yorker

En 1960, después de la introducción de los automóviles compactos (como el Chevrolet Corvair, el Ford Falcon y el Plymouth Valiant), la designación de "automóvil de tamaño completo" adquirió un uso más amplio. En la década de 1960, el término se aplicó a las líneas de automóviles tradicionales de marcas de menor precio, incluidas Chevrolet, Ford y Plymouth. Como término relativo, los automóviles de tamaño completo fueron comercializados por las mismas marcas que ofrecían automóviles compactos, con modelos ideados para compradores que buscaban la amplitud de un automóvil de lujo a un costo menor. En la década de 1970, los mismos vehículos podían transportar cómodamente hasta seis ocupantes (u ocho en un familiar), a expensas del alto consumo de combustible.

### Años 1970

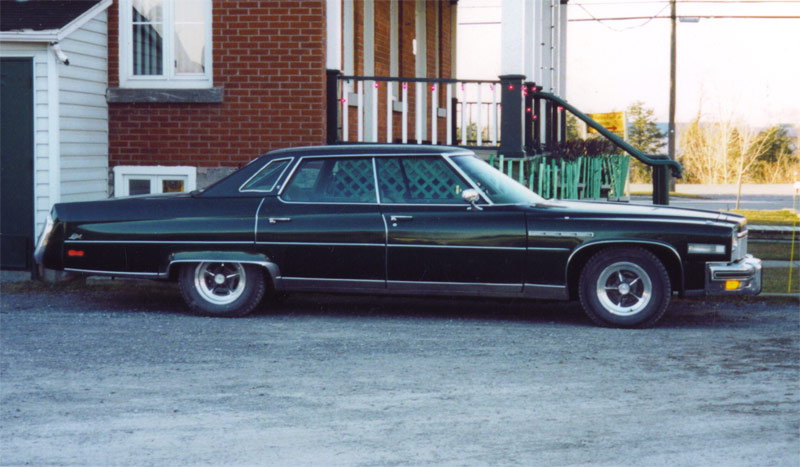
1975 Buick Electra Limited

Las ventas de vehículos de tamaño completo en los Estados Unidos disminuyeron después de la crisis de combustible de principios de la década de 1970. En ese momento, los coches de tamaño completo habían crecido a distancias entre ejes de 121-127 pulgadas (3,1-3,2 m) y longitudes totales de alrededor de 225 pulgadas (5715 mm). En respuesta a la implantación de la norma CAFE en 1978, los fabricantes estadounidenses redujeron el tamaño de sus vehículos para mejorar la economía de combustible, con los automóviles de tamaño completo como las primeras líneas de modelos que experimentaron un cambio importante. 
Si bien General Motors y Ford reducirían las proporciones de sus modelos de tamaño completo a la de sus intermedios, AMC retiró sus líneas de tamaño completo Ambassador y Matador (para concentrarse en la producción de vehículos de tamaño mediano). Para ahorrar costos de producción, Chrysler comercializó sus productos intermedios como vehículos de tamaño completo, saliendo del segmento en 1981.

### Años 1980

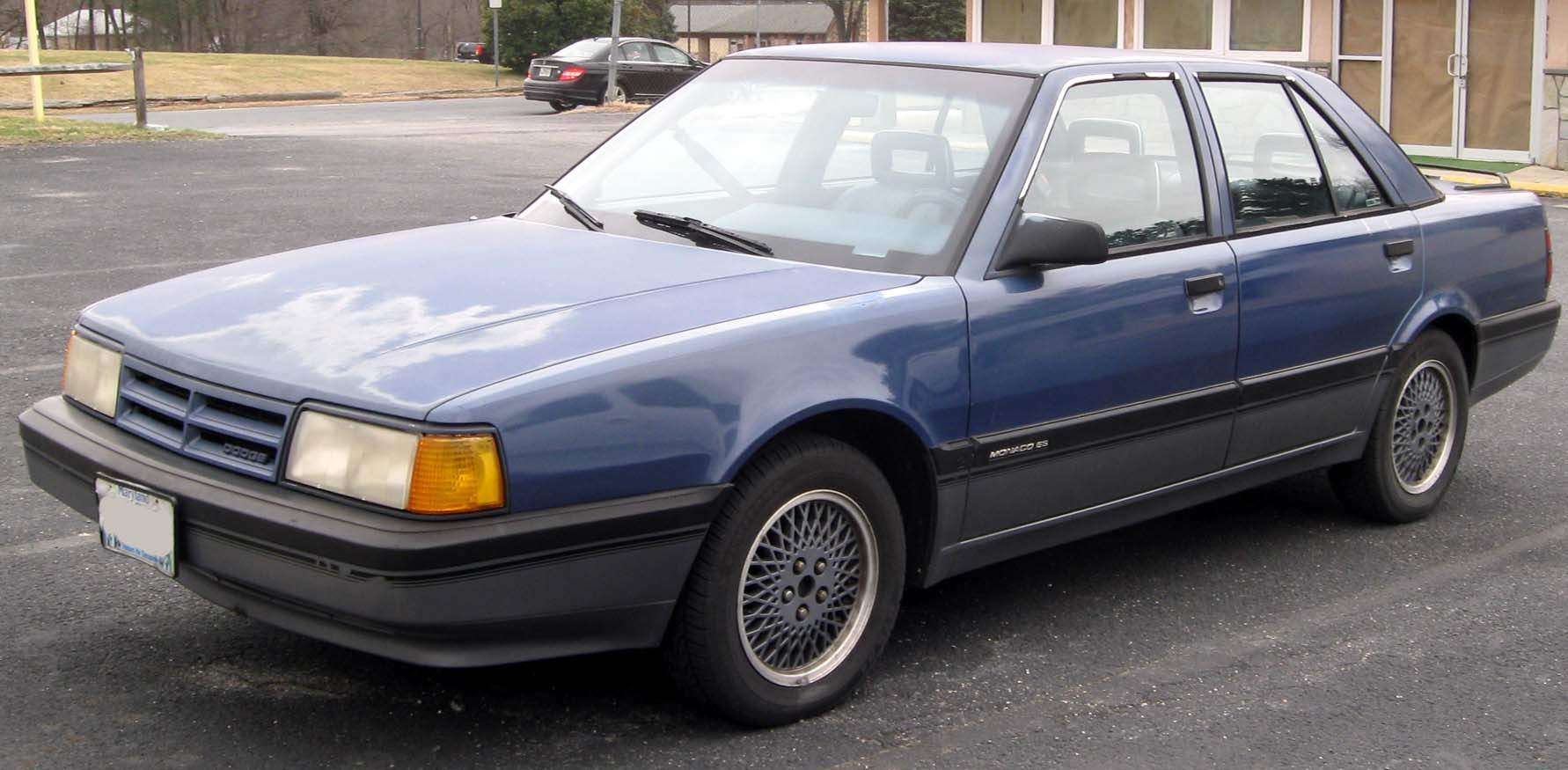
Dodge Monaco (Eagle Premier)

Durante la década de 1980, para cumplir con los estándares CAFE más estrictos, los fabricantes redujeron aún más las dimensiones de sus modelos. En 1982, Chrysler salió por completo del segmento de tamaño completo, con el Dodge Diplomat de tamaño mediano y el Plymouth Gran Fury como sus líneas de sedán más grandes. 
Después de la gama del año 1985, General Motors reemplazó la mayoría de sus líneas de modelos de tracción trasera de tamaño completo por sedanes de tracción delantera más pequeños, con plataformas H y C. Solo quedaban los familiares, el Chevrolet Caprice y el Cadillac Brougham. Desarrollado inicialmente para reemplazar al Ford LTD Crown Victoria, el Ford Taurus de 1986 se produjo conjuntamente como la línea de modelos de tamaño mediano de Ford. 
Después de abandonar en gran medida el segmento de tamaño completo por los compactos y minifurgonetas, Chrysler volvió al segmento de tamaño completo en 1988 con el Eagle Premier (también producido como Dodge Monaco). Desarrollado por AMC antes de su adquisición por Chrysler, el Premier era una versión adaptada para América del Norte del Renault 25 de tracción delantera.

### Años 1990

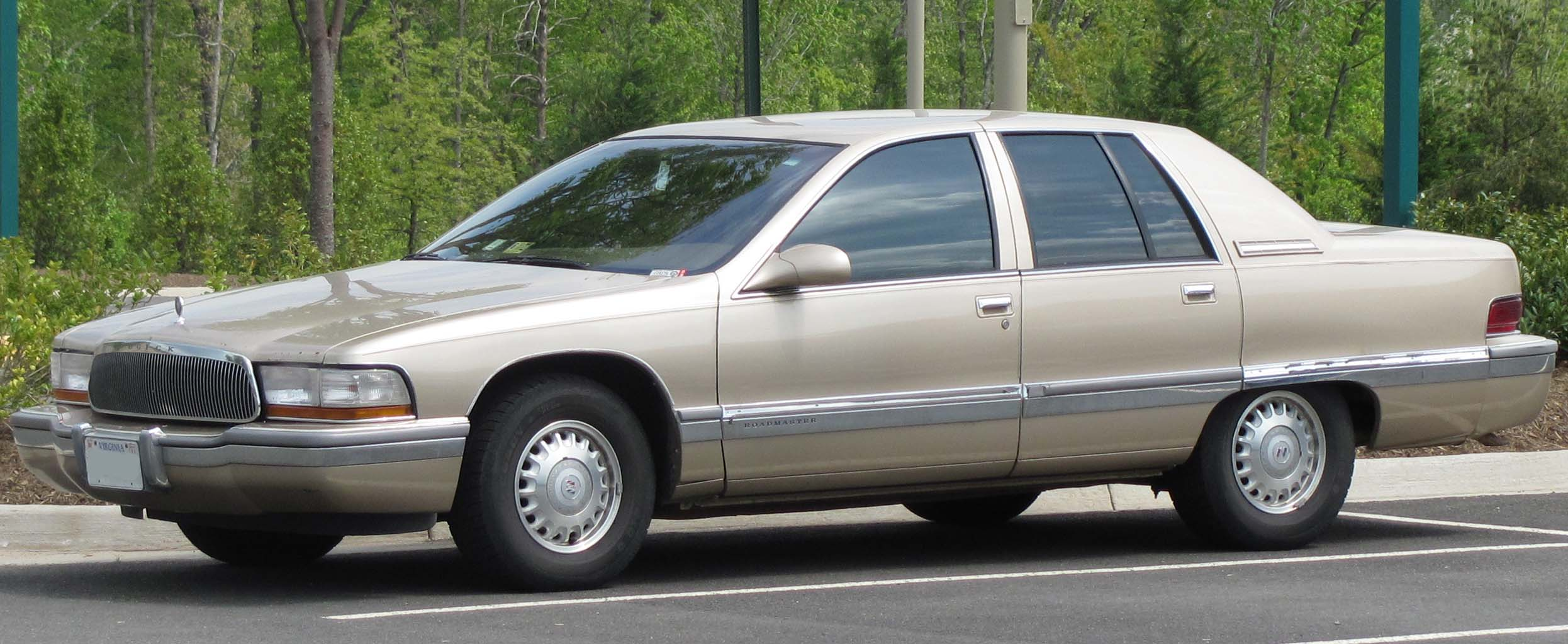
1991-1996 Buick Roadmaster

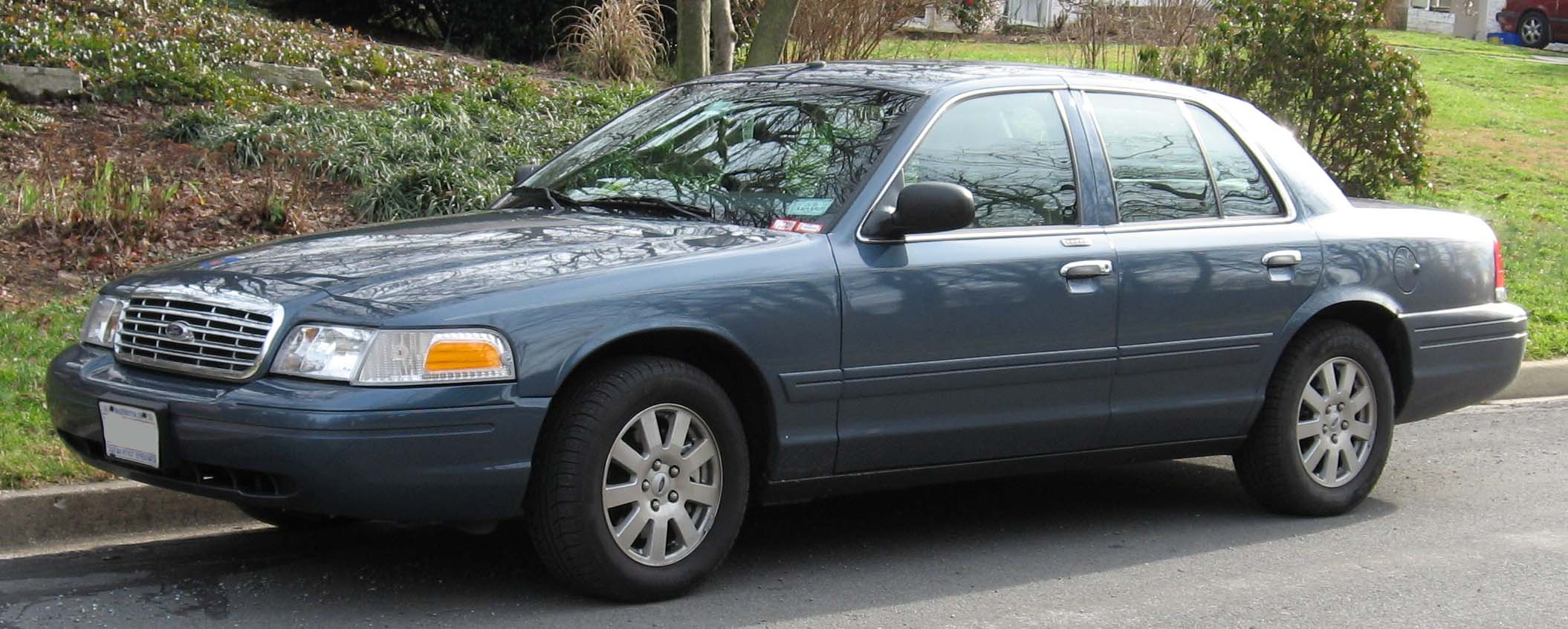
1998-2007 Ford Crown Victoria

Desde la década de 1980 hasta la década de 1990, la cuota de mercado de los automóviles de tamaño completo comenzó a disminuir; junto con el uso cada vez mayor de coches, furgonetas y SUV de tamaño mediano utilizados como vehículos familiares. De 1960 a 1994, la cuota de mercado de los automóviles de tamaño completo disminuyó del 65% al 8,3%. De 1990 a 1992, tanto GM como Ford rediseñaron sus líneas de automóviles de tamaño completo por primera vez desde finales de la década de 1970. 
En 1992, Chrysler desarrolló su primera línea de automóviles de tamaño completo con tracción delantera, reemplazando el Eagle Premier/Dodge Monaco con los Chrysler LH (Dodge Intrepid, Eagle Vision, Chrysler Concorde/New Yorker/LHS). El mismo año, se presentó el Buick Roadmaster, convirtiéndose en la primera línea de modelos GM de tracción trasera adoptada fuera de Chevrolet y Cadillac desde 1985. El modelo Chevrolet Impala se recuperó en 1994. 
En 1995, se presentó el Toyota Avalon, convirtiéndose en el primer automóvil japonés de tamaño completo no de lujo con seis asientos vendido en América del Norte. El sedán de lujo Lexus LS400 de 1989 fue el primer automóvil japonés de tamaño completo vendido en América del Norte. 
Después de la gama del año 1996, GM terminó la producción de sedanes con tracción trasera.

### Años 2000 al presente

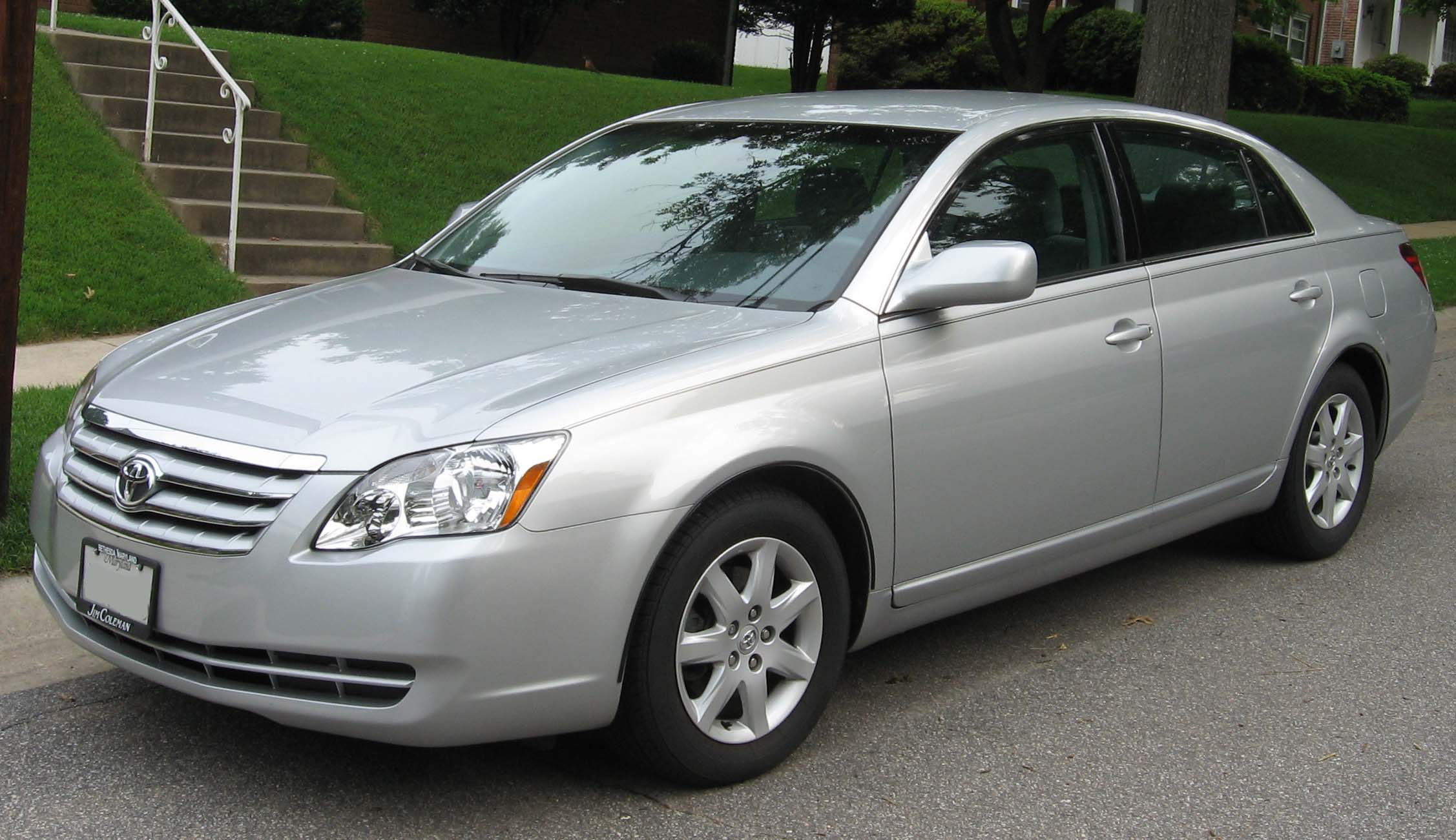
2005-07 Toyota Avalon

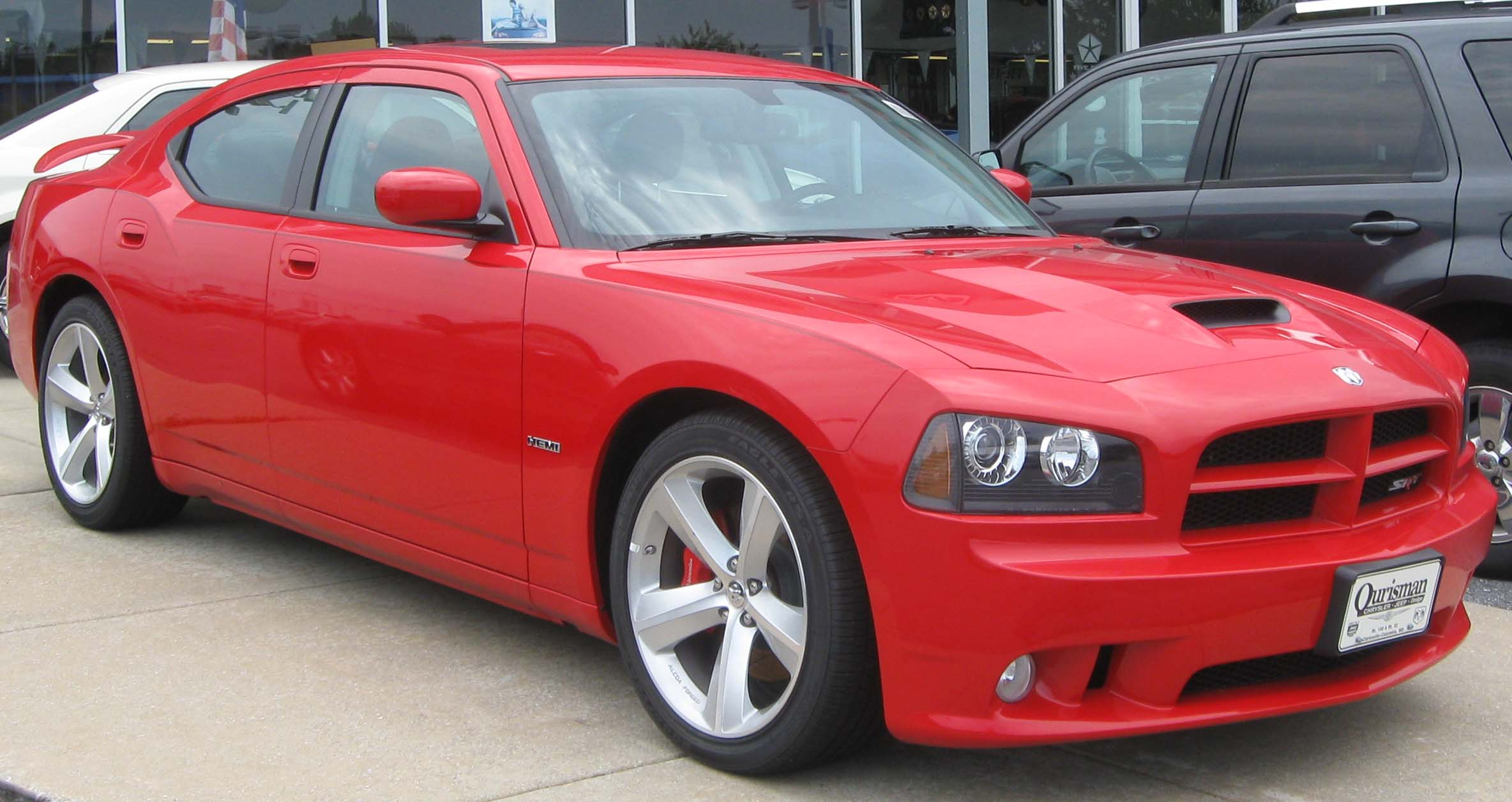
2010 Dodge Charger SRT8

Para el año 2000, con la única excepción del Ford Crown Victoria, el Mercury Grand Marquis y el Lincoln Town Car, los coches de tamaño completo habían abandonado la tracción trasera y la construcción de la carrocería sobre un bastidor. En lugar de la clasificación de fábrica de cada modelo, la definición de "automóvil grande" de la EPA fijó un límite de más de 120 pies cúbicos interiores. 
Desarrollado inicialmente para el Oldsmobile Aurora, de tamaño mediano, el chasis GM cuerpo G se expandió al segmento de tamaño completo para Cadillac en 2000 (para el Deville, más tarde el DTS) y Buick (el Lucerne) lo adaptó en 2006. En 2005, Chrysler reemplazó los LH por los LX (volviendo a la tracción trasera). El mismo año, Ford presentó el Five Hundred, su primer coche de tamaño completo con tracción delantera (y el primer automóvil de tamaño completo estadounidense ofrecido con tracción total); en 2008, el Five Hundred pasó a llamarse Taurus. 
Después del año modelo 2011, Ford finalizó la producción de la plataforma Panther, cambiando al Ford Taurus y Lincoln MKS; en 2017, este último fue reemplazado por el Lincoln Continental. En 2011, General Motors finalizó la producción del cuerpo G para varios chasis (con Cadillac más tarde cambiando sus sedanes más grandes a tracción trasera). En 2012, el Tesla Model S se convirtió en el primer automóvil de tamaño completo totalmente eléctrico vendido en América del Norte. Para la gama del año 2013, el Chevrolet Impala se convirtió en el último sedán de tamaño completo del mercado estadounidense vendido con un asiento delantero corrido. 
A mediados de la década de 2010, los automóviles de tamaño completo comenzaron a experimentar un fuerte descenso de sus ventas en América del Norte. A finales de la década, la demanda de sedanes (de todos los tamaños) se desplazó hacia vehículos de otros diseños, reduciendo o cerrando por completo la producción de sedanes. En 2018, Ford anunció que las ventas de todos los automóviles de pasajeros con la marca Ford (excepto el Mustang y el Focus ) terminarían en Norteamérica para 2022. GM anunció el cierre de varias instalaciones de fabricación en los Estados Unidos y Canadá, y la producción del Chevrolet Impala y Buick LaCrosse finalizará en 2020. A partir de 2019, los automóviles de tamaño completo de fabricantes asiáticos pasaron a incluir el Genesis G90, el Kia K900 y el Acura RLX.

## Modelos más vendidos
En 2018, los tres coches más vendidos en la categoría sedán de tamaño completo en los Estados Unidos fueron el Dodge Charger, el Chevrolet Impala y el Chrysler 300.

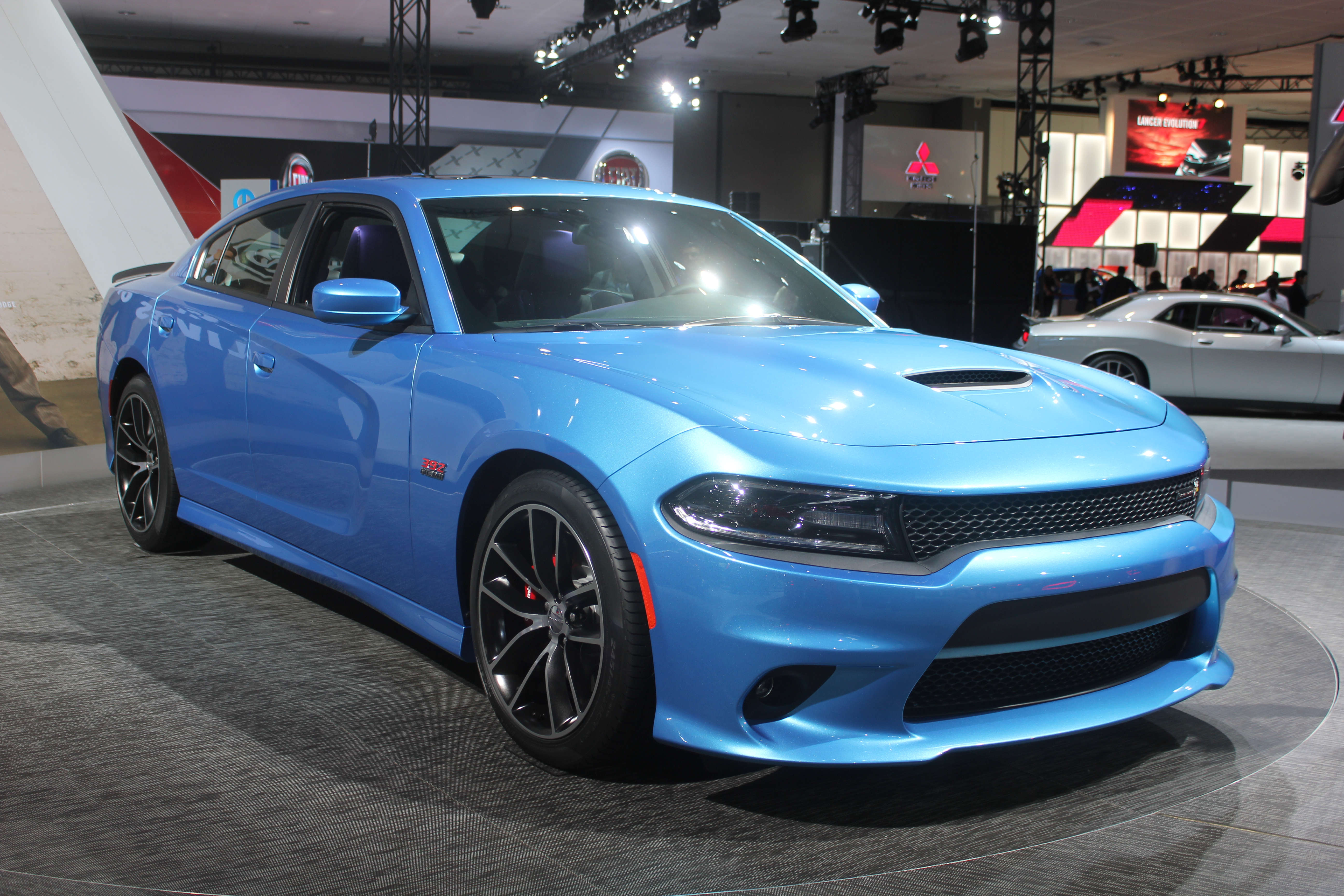
Dodge Charger (2015)
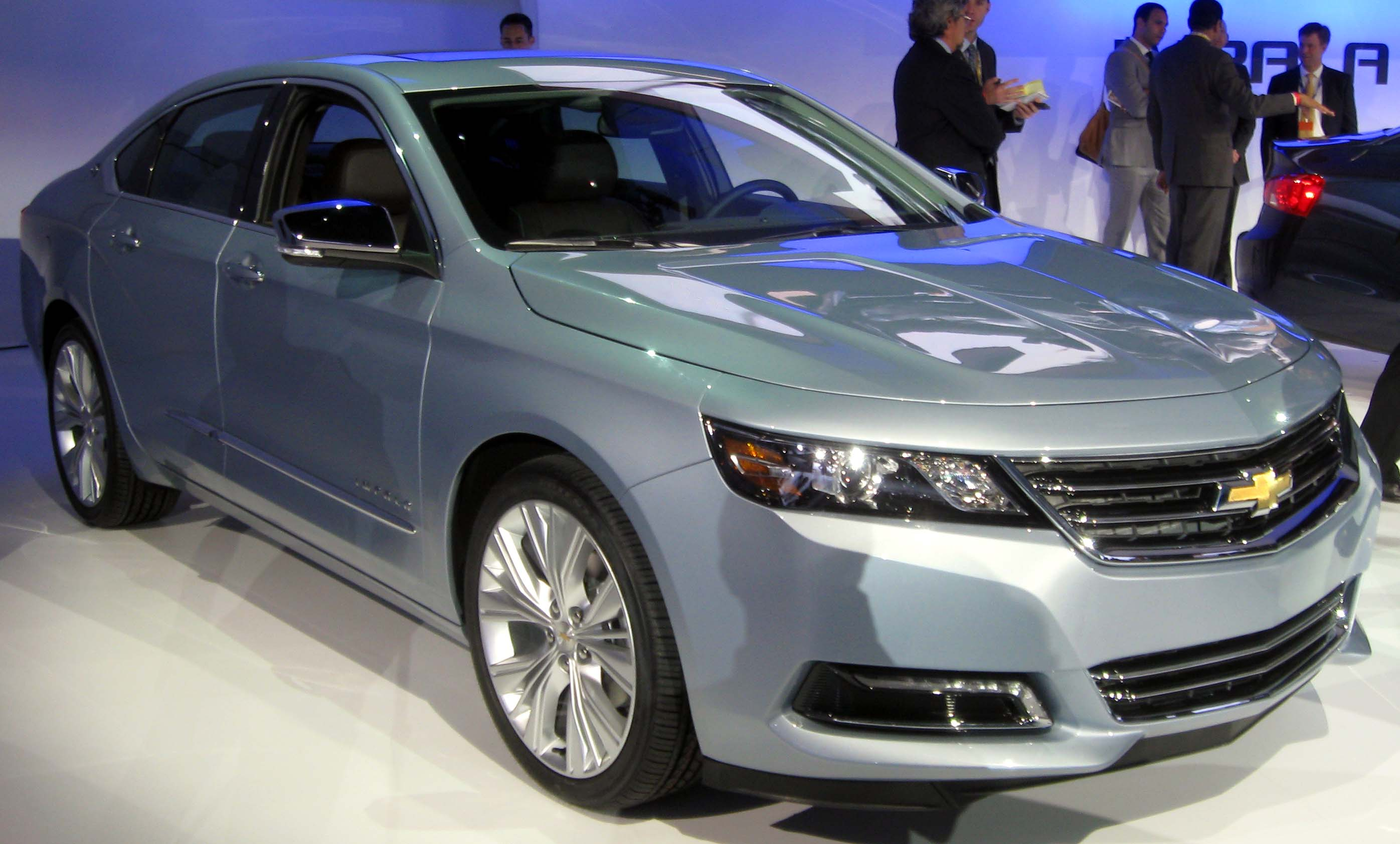
Chevrolet Impala (2013)
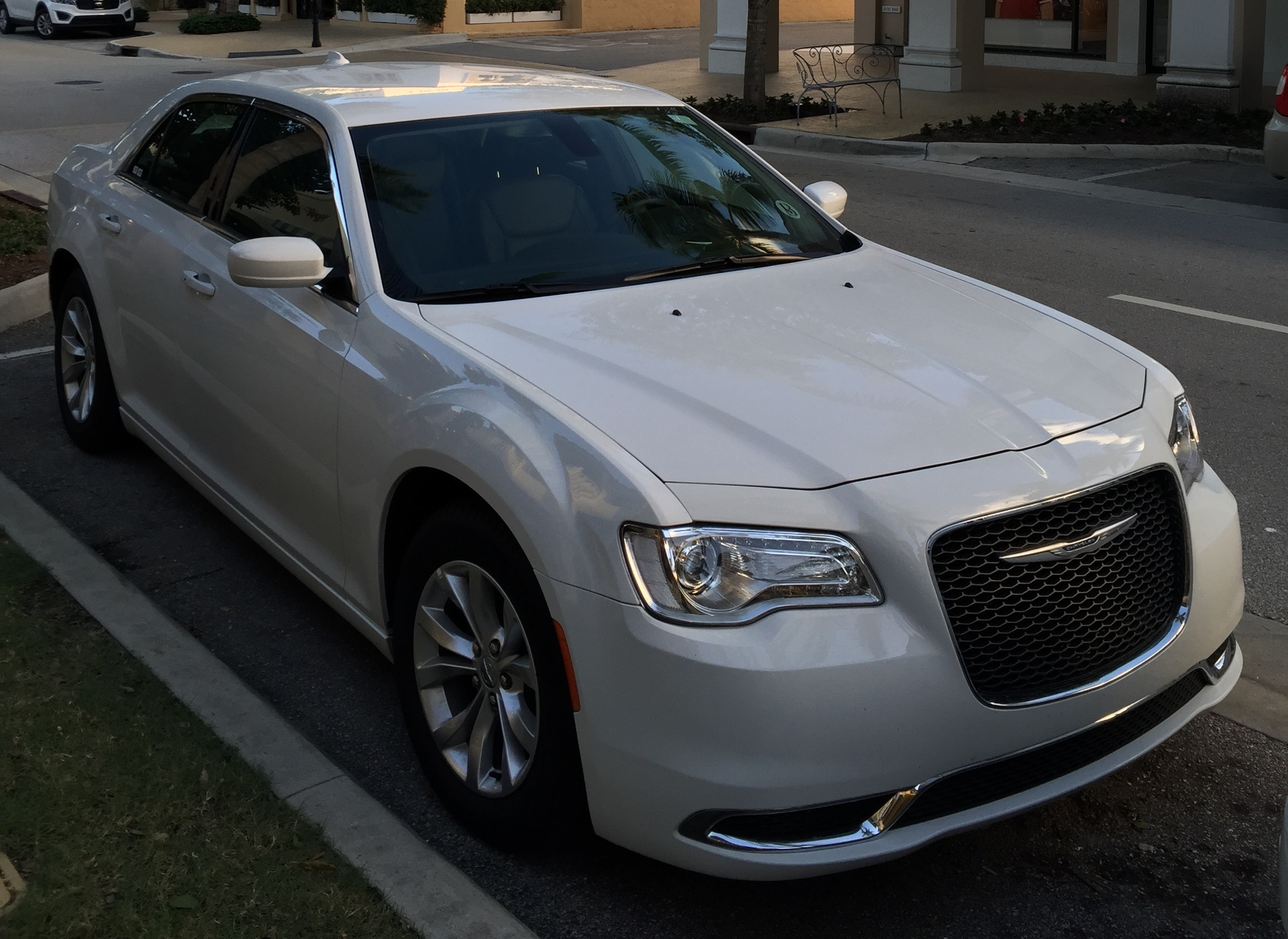
Chrysler 300 (2011)